# Martin Weise
Martin Weise (Torgau, 12 maggio 1903 – Brandeburgo sulla Havel, 15 novembre 1943) è stato un giornalista tedesco, membro del Partito Comunista di Germania (KPD) e combattente della resistenza contro i nazisti durante la seconda guerra mondiale.
Dal 1929 al 1934, pubblicò il quotidiano socialista Die Rote Fahne. Fu arrestato e detenuto in un campo di concentramento fino al 1939. Dopo il rilascio prese contatti con Wilhelm Guddorf e il gruppo di Bernhard Bästlein e Robert Abshagen e, in seguito, entrò a far parte del gruppo dell'Orchestra Rossa guidato da Harro Schulze-Boysen e Arvid Harnack.

## Biografia

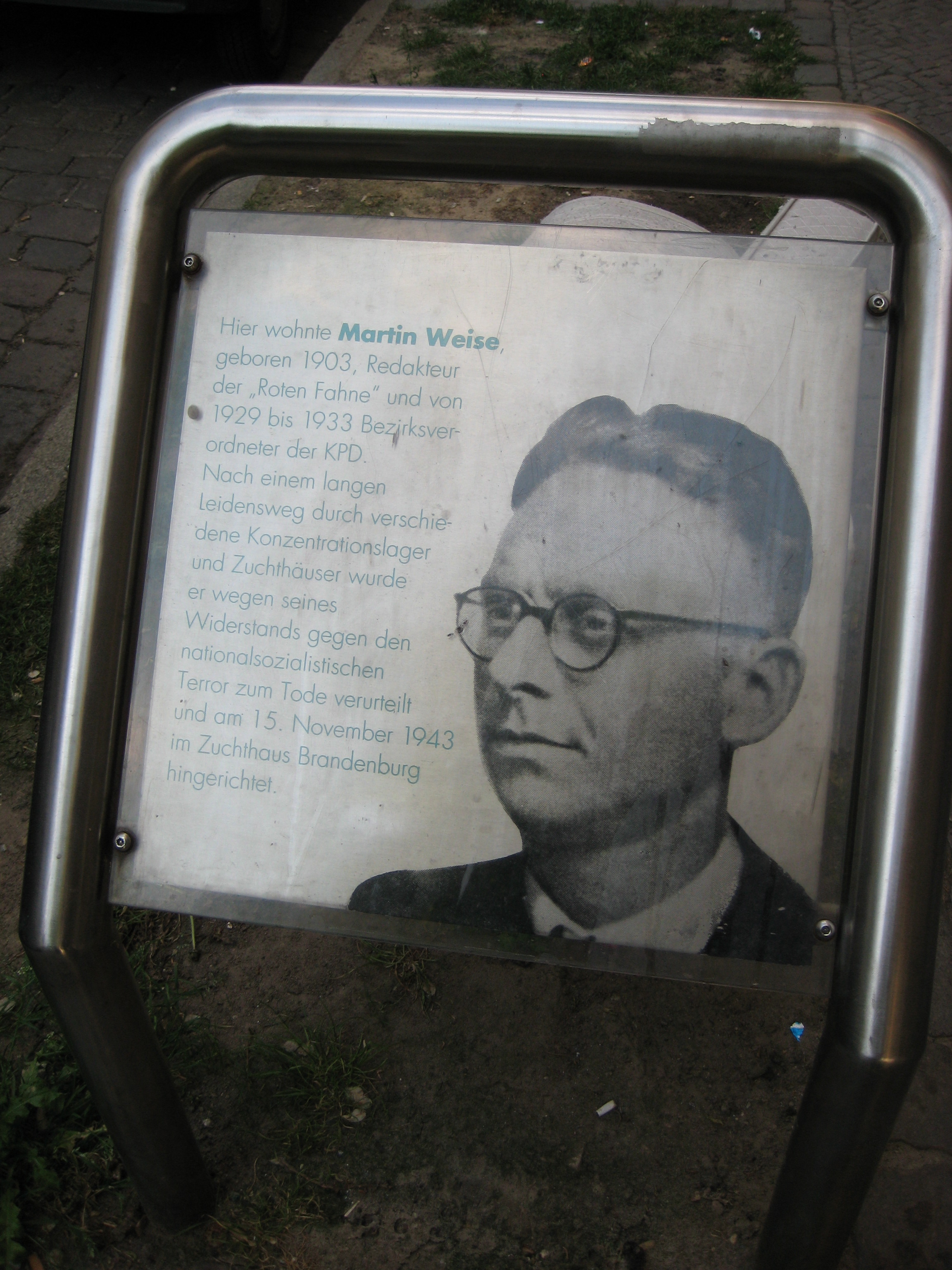
Targa commemorativa posizionata in Jonasstrasse 42 a Berlino.

Figlio di un insegnante, si unì al movimento Wandervogel, poi alla Freie sozialistische Jugend (FSJ) e nel 1927 aderì al Partito Comunista di Germania (KPD).
Iniziò a studiare storia e filosofia nel 1922, ma dovette abbandonare gli studi nel 1924 per motivi economici. Rimase disoccupato nel 1928 e lavorò per alcuni anni come impiegato in una compagnia assicurativa. Dal 1929 al 1933 è stato consigliere distrettuale per il KPD di Neukölln a Berlino. Dal 1930, scrisse alcuni articoli per l'organo centrale del KPD, il Die Rote Fahne: fu tra i redattori che continuarono a pubblicare il giornale illegalmente anche dopo il 1933, anno dell'ascesa al potere nazista.
Il 5 aprile 1934 fu condannato a tre anni di carcere dalla Corte d'Appello di Berlino, poi scontati nella prigione di Brandeburgo. Durante gli anni passati in carcere venne a conoscenza del fatto che la baronessa Frieda Seidlitz, sua fidanzata e corriere per il KPD, si era suicidata in prigione il 27 maggio 1936, dopo aver subito gli abusi della Gestapo.
Fu rilasciato nel 1937 e trasferito nel campo di concentramento di Sachsenhausen, quindi liberato nell'aprile 1939; riprese subito contatto con alcuni suoi amici, tra cui Wilhelm Guddorf: i due insieme collaborarono con Bernhard Bästlein e Robert Abshagen, comunisti di Amburgo, alla stesura dell'opuscolo Organisiert den revolutionären Massenkampf. Insieme a John Sieg, Fritz Lange e Walter Husemann, dalla fine del 1941 distribuì regolarmente la rivista clandestina Die innere Front a Berlino, dove riportava appelli, informazioni sulla situazione generale e riferimenti alle frequenze di trasmissione della radio di Mosca.
Fu arrestato nel dicembre 1942, l'8 ottobre 1943 fu condannato a morte per "preparazione all'alto tradimento e per favoreggiamento del nemico" e poi giustiziato per decapitazione nella prigione di Brandeburgo il 15 novembre 1943.